# Кетель (Штормарн)
Кетель (нім. Köthel) — громада в Німеччині, розташована в землі Шлезвіг-Гольштейн. Входить до складу району Штормарн. Складова частина об'єднання громад Тріттау.
Площа — 3,85 км2. Населення становить 329 ос. (станом на 31 грудня 2020).